# Indivisibili
Pour plus de détails, voir Fiche technique et Distribution.
Indivisibili est un film italien réalisé par Edoardo De Angelis sorti en 2016.
Il a été présenté dans la section Giornate degli autori à la 73e mostra de Venise et a été projeté dans la Contemporary World Cinema section au Festival international du film de Toronto de 2016.

## Synopsis
Dasy et Viola sont deux sœurs siamoises napolitaines qui chantent au cours de fêtes paysannes, baptêmes et mariages. Elles sont exploitées par la famille comme « bêtes de foire ». Les deux sœurs apprennent qu'il existe un moyen pour être séparées, mais la famille, de peur de perdre leur précieux moyen de revenu, exerce sur elles un chantage moral.

## Fiche technique
- Réalisateur : Edoardo De Angelis
- Scénario : Edoardo De Angelis, Nicola Guaglianone et Barbara Petronio
- Maison de production : Medusa Film, Tramp Ltd., O'Groove
- Distribution : Medusa Film
- Photographie : Ferran Paredes Rubio
- Montage : Chiara Griziotti
- Décors : Carmine Guarino
- Musique : Enzo Avitabile
- Genre : drame
- Durée : 100 minutes
- Pays : Italie
- Langue : italien
- Dates de sortie :
  - Italie : 4 septembre 2016 (Mostra de Venise 2016) ; 29 septembre 2016 (sortie nationale)
  - France : 12 décembre 2016 (Festival de cinéma européen des Arcs 2016) ; 31 janvier 2018 (sortie nationale)

## Distribution
- Massimiliano Rossi : Peppe
- Antonia Truppo : Titti
- Gianfranco Gallo : Don Salvatore
- Angela Fontana : Daisy
- Toni Laudadio : Nunzio
- Peppe Servillo (it) : Alfonso Fasano
- Antonio Pennarella : Salve Coriace
- Marianna Fontana : Viola

## Distinctions
- David di Donatello 2017 :
  - Meilleure actrice dans un second rôle pour Antonia Truppo
  - Meilleur scénario
  - Meilleur producteur
  - Meilleur créateur de costumes pour Massimo Cantini Parrini
  - Meilleure musique